# Luis Rivera (gimnasta)
Luis Rivera, destacado deportista puerto riqueño de la especialidad de gimnasia artística quien fue campeón de Centroamérica y del Caribe en Mayagüez 2010.

## Trayectoria
La trayectoria deportiva de Luis Rivera se identifica por su participación en los siguientes eventos nacionales e internacionales:

### Juegos Centroamericanos y del Caribe
Fue reconocido su triunfo de ser el primer deportista con el mayor número de medallas de la selección de  Puerto Rico 
en los juegos de Mayagüez 2010.

#### Juegos Centroamericanos y del Caribe de Mayagüez 2010
Su desempeño en la vigésima primera edición de los juegos, se identificó por ser el décimo deportista con el mayor número de medallas entre todos los participantes del evento, con un total de 5 medallas:

- , Medalla de oro: Arzones
- , Medalla de oro: Caballo
- , Medalla de oro: Equipos
- , Medalla de oro: Suelo
- , Medalla de plata: Individual